# 경범죄
| |
| 형법 刑法 |
| 형법학 · 범죄 · 형벌 죄형법정주의 |
| 범죄론 |
| 구성요건 · 실행행위 · 부작위범 간접정범 · 미수범 · 기수범 · 중지범 불능범 · 상당인과관계 고의 · 고의범 · 착오 과실 · 과실범 공범 · 정범 · 공동정범 공모공동정범 · 교사범 · 방조범 |
| 항변 |
| 위법성조각사유 · 위법성 · 책임 · 책임주의 책임능력 · 심신상실 · 심신미약 · 정당행위 · 정당방위 · 긴급피난 · 오상방위 · 과잉방위 · 강요된 행위                                     |
| 죄수 |
| 상상적 경합 · 연속범 · 병합죄 |
| 형벌론 |
| 사형 · 징역 · 금고 벌금 · 구류 · 과료 · 몰수 법정형 · 처단형 · 선고형 자수 · 작량감경 · 집행유예                                                                                  |
| 대인범죄 |
| 폭행죄 · 상해치사죄 · 절도죄 |
| 성범죄 · 성매매알선 · 강간죄 |
| 유괴 · 과실치사상죄 · 살인죄 |
| 대물범죄 |
| 손괴죄 · 방화죄 |
| 절도죄 · 강도죄 · 사기죄 |
| 사법절차 방해죄 |
| 공무집행방해죄 · 뇌물죄 |
| 위증죄 · 배임죄 |
| 미완의 범죄 |
| 시도 · 모의 · 공모 |
| 형법적 항변 |
| 자동증, 음주 & 착오 |
| 정신 이상 · 한정책임능력 |
| 강박 · 필요 |
| 도발 · 정당방위 |
| 다른 7법 영역 |
| 헌법 · 민법 · 형법 |
| 민사소송법 · 형사소송법 · 행정법 |
| 포털: 법 · 법철학 · 형사정책 |
| v • d • e • h |

경범죄(輕犯罪, misdemeanor)는 죄의 경중이 낮은 범죄를 말한다. 중범죄(felony)와 대비되는 개념이다.

## 한국
한국에서 경범죄 처벌법에 정해진 범죄는 다음과 같다.
빈집 등에의 잠복, 흉기의 은닉휴대, 폭행 등 예비, 허위신고, 시체 현장변경, 요부조자 등 신고 불이행, 관명사칭, 출판물의 부당게재, 물품강매 및 청객행위, 허위광고, 업무방해, 광고물 무단첩부, 음료수 사용방해, 오물방치, 노상방뇨, 의식방해, 단체가입 강청, 자연훼손, 타인의 가축 및 기계 무단조작, 수로유통방해, 구걸 부당이득, 음주소란, 인근소란, 위험한 불씨사용, 물건 던지기 등 위험행위, 공작물 관리소홀, 굴뚝 등 관리소홀, 정신병자 감호소홀, 위해동물 관리소홀, 동물 등에 대한 행패, 무단소등, 공중통로 안전관리소홀, 공무원 원조불응, 성명 등의 허위기재, 전당품장부 허위기재, 미신적인 요법, 야간통행제한 위반, 과다노출, 지문채취 불응, 자릿세 징수, 비밀 춤교습 및 장소제공, 암표매매, 새치기, 무단출입, 총포 등 조작장난, 무임승차 및 무전취식, 뱀 등 진열, 장난전화, 과도한 교제 요구, 과도한 면회 요구, 금연장소에서의 흡연
유예없이

## 미국
보통 1년 이하 징역이나 벌금형의 범죄를 경범죄라고 하며 경범죄범은 보통 자격증이나 공직 등 권리를 잃게 되지 않는다.

## 영국
영국의 경우 경범죄는 변호사 자격이 없는 일반인 치안판사가 재판한다. 오늘날 판사, 검사, 변호사, 경찰 등의 사법제도가 모두 영국이 원조이지만, 영국의 치안판사 제도 또한 전세계에 수출되었다. 1967년 형법 제1조 제1항에 의해 경범죄와 중범죄의 구분을 폐지했다.

## 같이 보기
- 중범죄

## 참고 문헌
- 두산 엔사이버 - 경범죄처벌법[깨진 링크(과거 내용 찾기)]